# رنست
شهر رنست (به فرانسوی: Ranst) در شهرستان آنتوئر در استان آنتوئر در منطقه فلاندری در کشور بلژیک واقع شده‌است.